# Герб сельского поселения Дмитровское (Московская область)
Герб сельского поселения Дмитровское - официальный символ сельского поселения Дмитровское Шатурского района Московской области Российской Федерации.
Герб утвержден решением Совета депутатов сельского поселения Дмитровское от 30.06.2011 № 129/20 и внесен в Государственный геральдический регистр Российской Федерации под номером 7171.

## Описание герба
«В зеленом поле над узкой лазоревой оконечностью, окаймленной золотом, от каковой отходят три стружки - таковой же трилистный крест с сиянием в углах».
Герб сельского поселения Дмитровское может воспроизводиться с вольной частью в соответствии со ст. 10 Закона Московской области № 183/2005-ОЗ "О гербе Московской области".

## Обоснование символики
Герб сельского поселения Дмитровское языком символов и аллегорий раскрывает его прошлое и настоящее.
История села Дмитровский Погост связана с историей одного из интереснейших храмов Шатурского края - церкви Димитрия Солунского, расположенной в поселении. Сейчас село называется "Дмитровский Погост", но в документах XIX-го и даже XX столетия, оно чаще писалось как "Дмитриевский погост". Для жителей края в прошлом оно просто было "Дмитрий Сулынский" (Дмитрий Солунский). Неофициальное и самое употребляемое название этого села - Коробово - по плотницкому краю, центром которого оно всегда было. До 1960 года Дмитровский Погост был центром Коробовского района Московской области.
В своё время земли Дмитровского поселения входили в состав Рязанского княжества. Мужское население этих мест часто называли общим прозвищем "Рязань-косопузая".
Связано это было с тем, что главным делом всей жизни у них было леса рубить и из дерева строить. И каждый мужчина всегда ходил с топором, заткнутым за пояс - отчего и перекашивался.
Все это нашло отражение в гербе поселения. Трилистный крест - символ высокой духовности местных жителей, символ церкви Дмитрия Солунского, символ веры и надежды.
Узкая золотая полоса с отходящими завитками (аллегория доски, которую стругают рубанком) - символ основного занятия прекрасных плотников, бывших жителей поселения. Золото - символ высшей ценности, величия, великодушия, богатства, урожая.
Зеленый цвет символизирует, весну, здоровье, природу, надежду. Зеленое поле с лазоревой оконечностью, отделенной от зелени тонкой золотой каймой повторяет те же элементы герба Шатурского района, подчеркивая крепкие дружеские связи двух муниципальных образований.
Лазурь - символ экологически чистой природы, символ многочисленных водных объектов, расположенных на территории поселения, а также символ возвышенных устремлений, искренности, преданности, возрождения.